# Belura (J), Gulbarga
Belura (J) là một làng thuộc tehsil Gulbarga, huyện Gulbarga, bang Karnataka, Ấn Độ.